# Fed Cup 2009 Zona Asia/Oceania
La Zona Asia/Oceania (Asia/Oceania Zone) è una delle 3 divisioni zonali nell'ambito della Fed Cup 2009. Essa è a sua volta suddivisa in due gruppi (Group I, Group II) formati rispettivamente da 8 e 4 squadre, inserite in tali gruppi in base ai risultati ottenuti l'anno precedente.

## Group I
- Sede: State Tennis Center, Perth, Australia (cemento)
- Periodo: 4-7 febbraio

|   | Pool A              | Nuova Zelanda | Indonesia | Uzbekistan | India |   |                     | Pool B | Australia | Thailandia | Corea del Sud | Taipei cinese |
| 1 | Nuova Zelanda (3-0) |               | 2-1       | 2-1        | 3-0   | 1 | Australia (3-0)     |        | 3-0       | 3-0        | 3-0           |               |
| 2 | Indonesia (2-1)     | 1-2           |           | 2-1        | 3-0   | 2 | Thailandia (2-1)    | 0-3    |           | 3-0        | 3-0           |               |
| 3 | Uzbekistan (1-2)    | 1-2           | 1-2       |            | 3-0   | 3 | Corea del Sud (1-2) | 0-3    | 0-3       |            | 2-1           |               |
| 4 | India (0-3)         | 0-3           | 0-3       | 0-3        |       | 4 | Taipei cinese (0-3) | 0-3    | 0-3       | 1-2        |               |               |

### Play-offs
- Australia promossa ai World Group II play-offs.

| Pos.  | Squadra vincitrice | Risultato | Squadra sconfitta |
| ----- | ------------------ | --------- | ----------------- |
| 3°/4° | Thailandia         | 3-0       | Indonesia         |
| 5°/6° | Uzbekistan         | 2-1       | Corea del Sud     |
| 7°/8° | Taipei cinese      | 3-0       | India             |

- India retrocessa nell'Asia/Oceania Group II della Fed Cup 2010.

## Group II
- Sede: State Tennis Center, Perth, Australia (cemento)
- Periodo: 4-6 febbraio

|   | Group II         | Taipei cinese | Hong Kong | Singapore | Iran |
| 1 | Kazakistan (3-0) |               | 3-0       | 3-0       | 3-0  |
| 2 | Hong Kong (2-1)  | 0-3           |           | 3-0       | 3-0  |
| 3 | Singapore (1-2)  | 0-3           | 0-3       |           | 3-0  |
| 4 | Iran (0-3)       | 0-3           | 0-3       | 0-3       |      |

- Kazakistan promossa all'Asia/Oceania Group I della Fed Cup 2010.